# Jaffna (district)

Situation du district de Jaffna.

Le district de Jaffna (tamoul : யாழ்ப்பாணம் மாவட்டம், singhalais : යාපනය දිස්ත්‍රික්කය) est un des vingt-cinq districts du Sri Lanka. Il est un des districts de la province du Nord, dont la capitale est la ville de Jaffna.

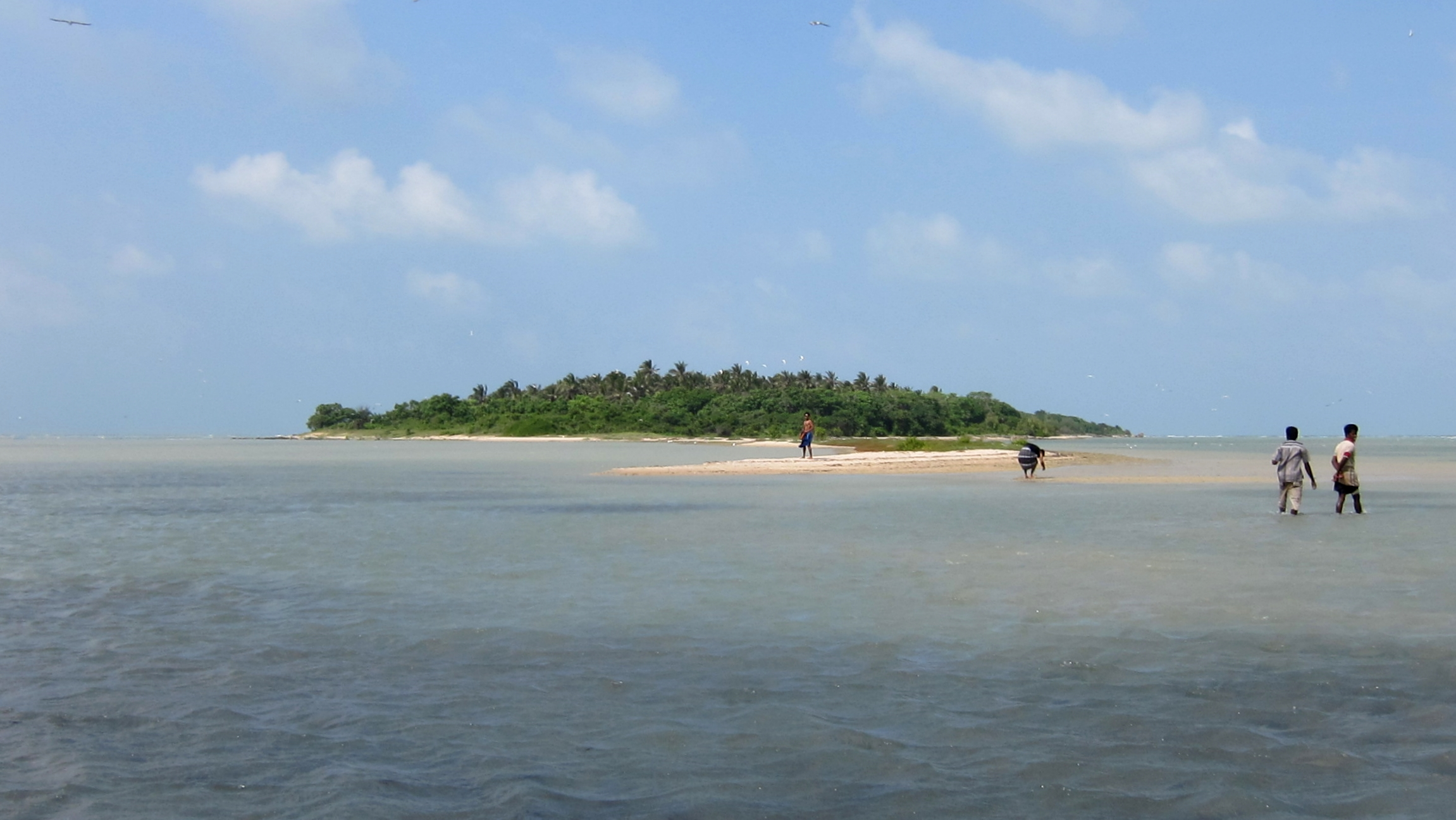
Arrivée à l'île déserte

Le district est composé de 3 sections : Valikamam, Thenmarachchi et Vadamarachchi